# Eisner Award para Best Graphic Album
O Eisner Award para Best Graphic Album é uma das categorias do Will Eisner Comic Industry Award, popularmente conhecido como Eisner Awards. A cerimônia foi estabelecida em 1988 e desde então é realizada durante a convenção "Comic-Con", que ocorre anualmente em San Diego, Califórnia.
A categoria é uma das dez categorias presentes na premiação desde a sua primeira edição, embora desde 1991 tenha sido dividida em duas categorias distintas, destinadas a premiar, separadamente, os melhores álbuns inéditos e as melhores republicações.

## Histórico
Entre 1985 e 1987, a editora Fantagraphics Books promoveu o Kirby Awards, uma premiação dedicada à indústria das histórias em quadrinhos e com os vencedores recebendo seus prêmios sempre com a presença do artista Jack Kirby. As edições do Kirby Awards eram organizadas por Dave Olbrich, um funcionário da editora. Em 1987, com a saída de Olbrich, a Fantagraphics decidiu encerrar o Kirby Awards e instituiu o Harvey Awards, cujo nome é uma homenagem à Harvey Kurtzman. Olbrich, por sua vez, fundou no mesmo ano o "Will Eisner Comic Industry Award".
Em 1988, a primeira edição do prêmio foi realizada, no mesmo modelo até hoje adotado: Um grupo de cinco membros reúne-se, discute os trabalhos realizados no ano anterior, e decide as indicações para cada uma das categorias, que são então votadas por determinado número de profissionais e os ganhadores são anunciados durante a edição daquele ano da San Diego Comic-Con, uma convenção de quadrinhos realizada em San Diego, Califórnia. Por dois anos o próprio Olbrich organizou a premiação até que, ao ver-se incapaz de reunir os fundos necessários para realizar a edição de 1990 - que acabou não ocorrendo - ele decidiu transferir a responsabilidade para a própria Comic-Con, que desde 1990 emprega Jackie Estrada para organizá-lo. A premiação costumeiramente ocorre às quintas-feiras à noite, durante a convenção, sendo sucedida na sexta-feira pelos Inkpot Awards.

## Obras vencedoras doEisner Award for Best Graphic Albumem 1988 e 1989
| Ano  | Obra (s)                 | Roteirista | Ilustrador    | Editora   | Indicados | Nota  |
| ---- | ------------------------ | ---------- | ------------- | --------- | --- | ----- |

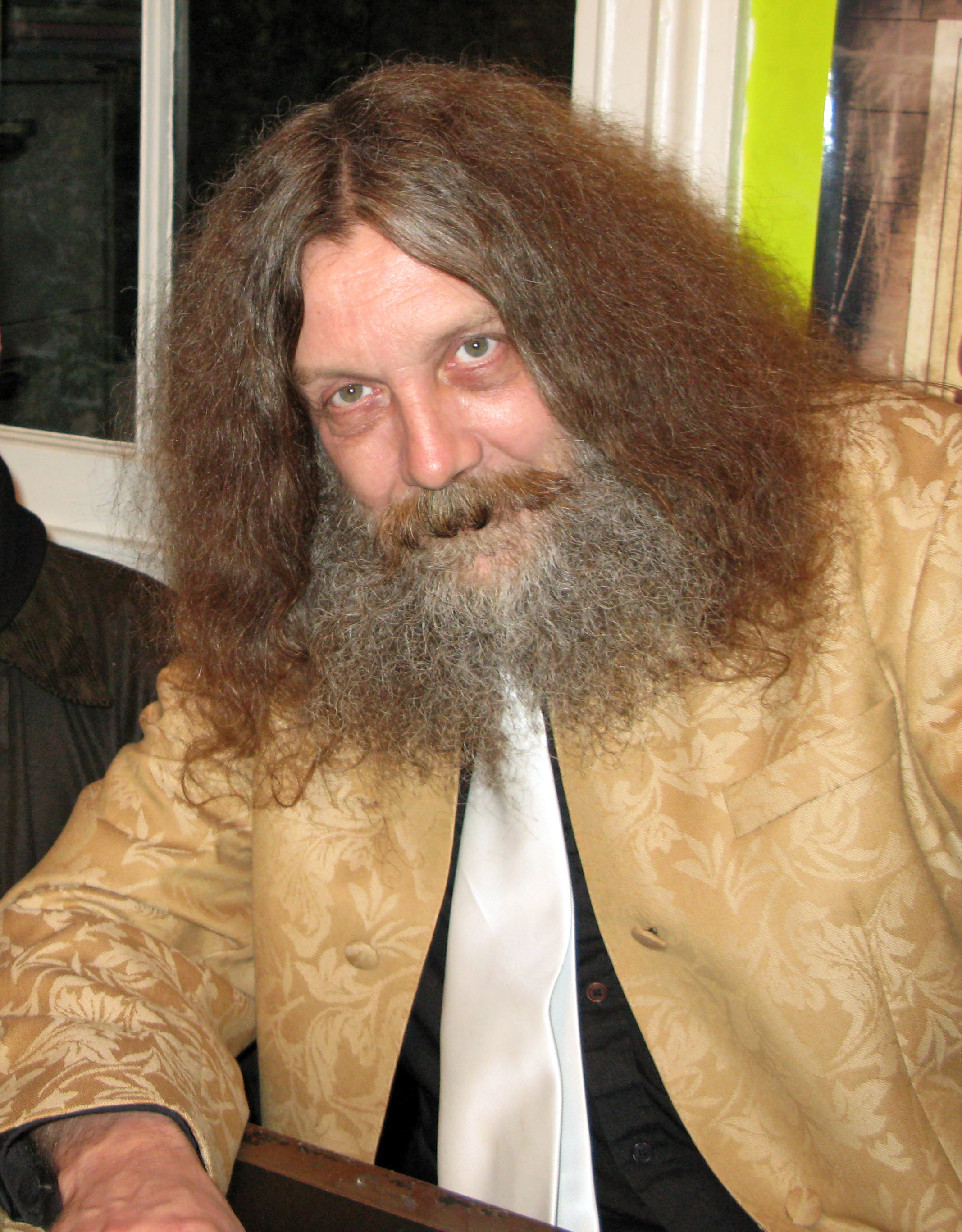
Alan Moore, responsável pelo roteiro das primeiras obras a vencerem a categoria: Watchmen em 1988 e Batman: The Killing Joke em 1989.

| 1988 | Watchmen                 | Alan Moore | Dave Gibbons  | DC Comics | - Batman: Son of the Demon, por Mike W. Barr e Jerry Bingham (DC) - Night and the Enemy, por Harlan Ellison e Ken Steacy (Comico) - Rio, por Doug Wildey (Comico) | [ 5 ] |
| 1989 | Batman: The Killing Joke | Alan Moore | Brian Bolland | DC Comics | - Flash Gordon, por Dan Barry e Harvey Kurtzman (Kitchen Sink) - Hardboiled Defective Stories, por Charles Burns (RAW/Pantheon) - Incal, por Alejandro Jodorowsky e Jean "Moebius" Giraud (Marvel) - Li'l Abner, por Al Capp (Kitchen Sink) - Silver Surfer, por Stan Lee e Jean "Moebius" Giraud (Marvel) | [ 6 ] |

## Obras vencedoras deBest Graphic Album: Originaldesde 1991
| Ano  | Obra (s)                                     | Roteirista                   | Ilustrador                   | Editora                     | Indicados | Nota          |
| ---- | -------------------------------------------- | ---------------------------- | ---------------------------- | --------------------------- | --- | ------------- |
| 1991 | Elektra Lives Again                          | Frank Miller e Lynn Varley   | Frank Miller e Lynn Varley   | Marvel                      | Sem nomeações oficiais | [ 7 ] [ 8 ]   |

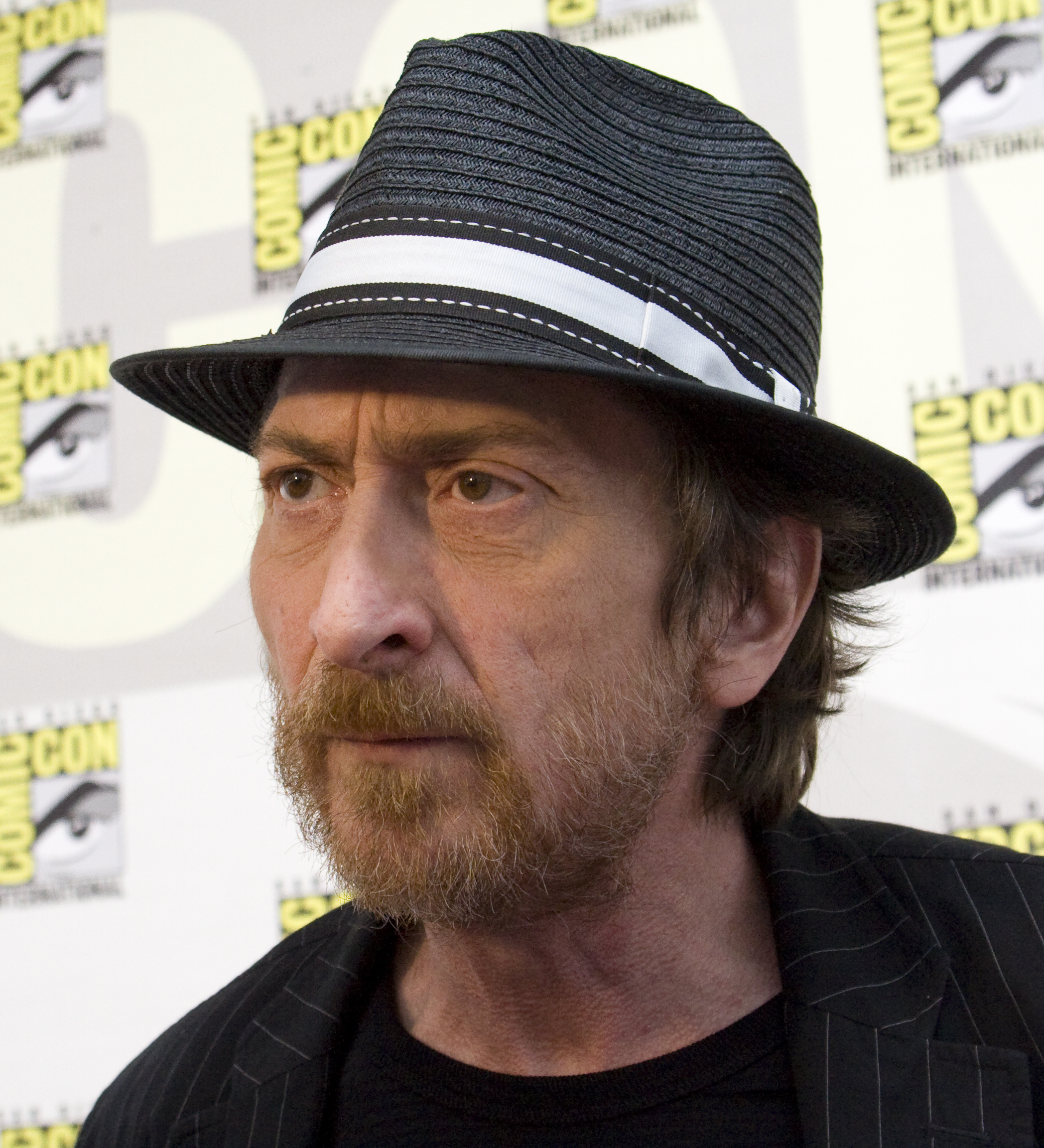
Frank Miller teve sua primeira vitória na categoria de Melhor Romance Gráfico em 1991, com a publicação da inédita obra Elektra Lives Again. As republicações de Sin City lhe renderiam outras duas vitórias na categoria correspondente em 1993 e 1998.

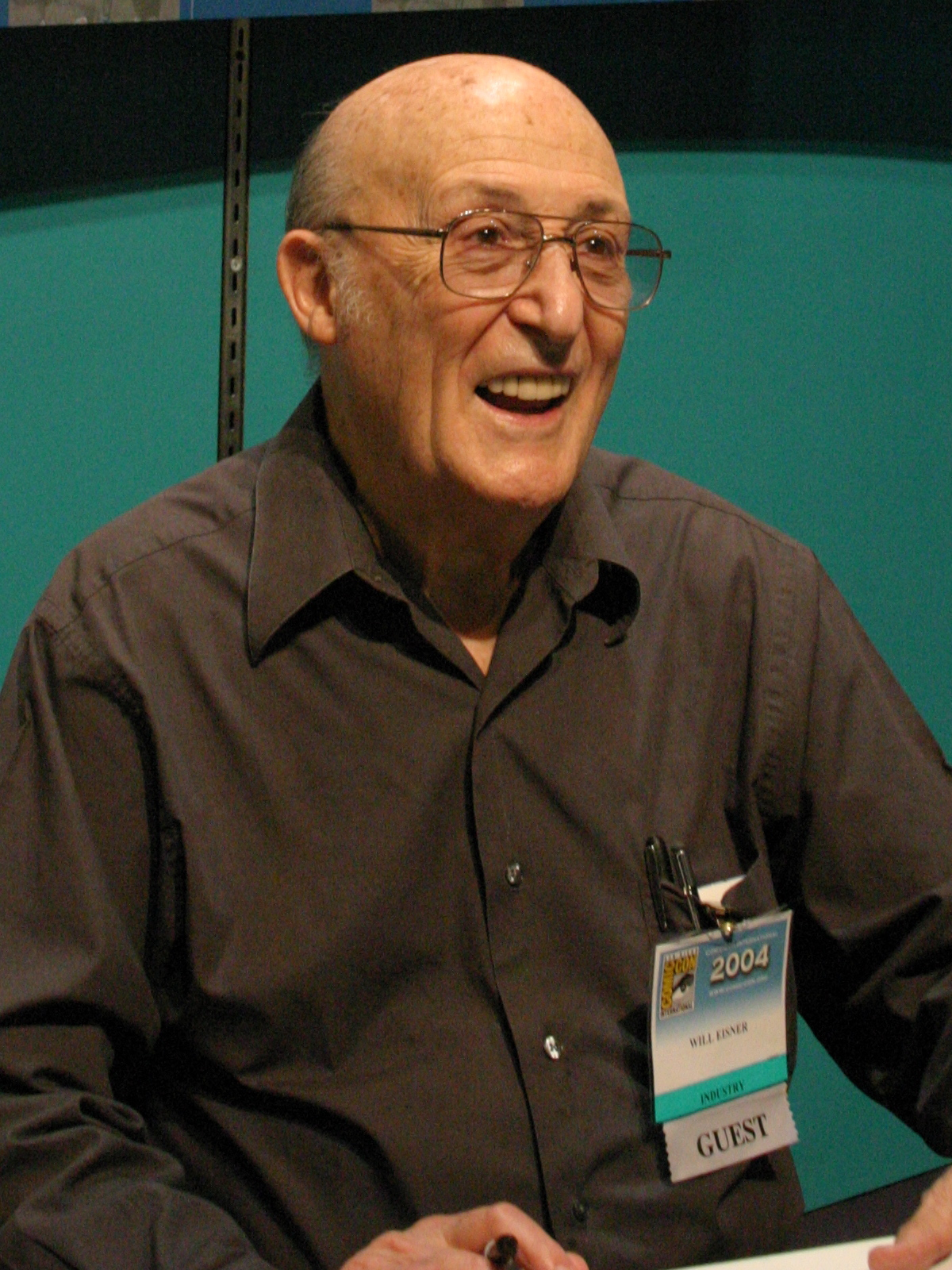
Antes de falecer em 2004, Will Eisner venceu o prêmio que leva seu nome duas vezes na categoria "romance gráfico", formato que ajudou a inventar: a primeira vez em 1992 com To the Heart of the Storm, e novamente em 2002, com The Name of the Game.

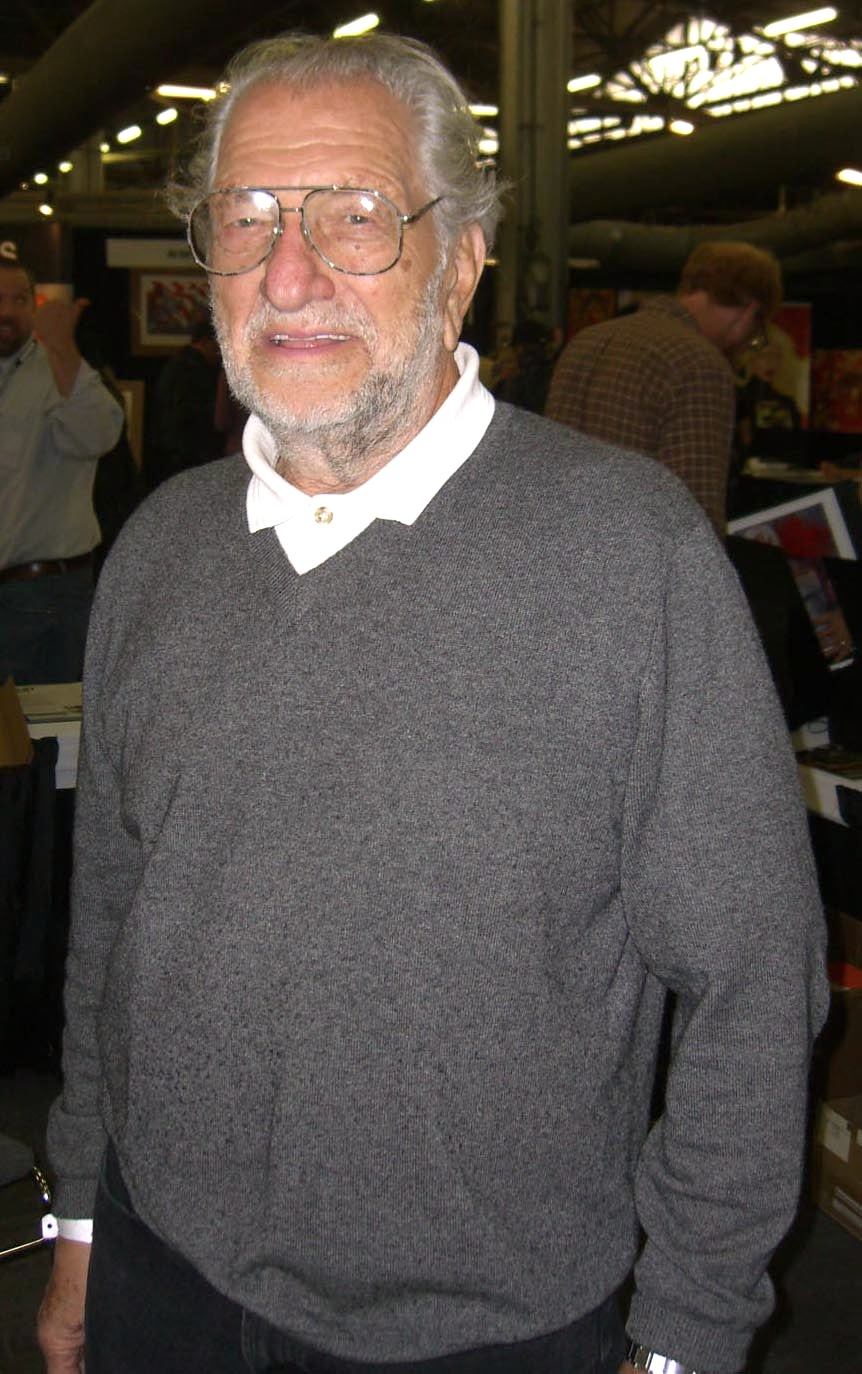
Acuulando as funções tanto de roteirista, quanto de desenhista, Joe Kubert venceria a categoria em 1997 com Fax from Sarajevo, após uma indicação em 1992, quando fora derrotado por Eisner

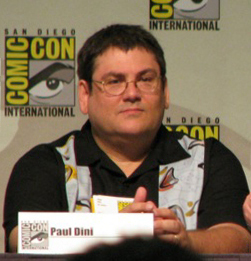
O escritor Paul Dini repetiu o feito de Alan Moore ao vencer a categoria dois anos seguidos: em 1998, com Batman & Superman Adventures: World's Finest, ao lado dos ilustradores Joe Staton e Terry Beatty; e em 1999, com Superman: Peace on Earth, ao lado de Alex Ross.

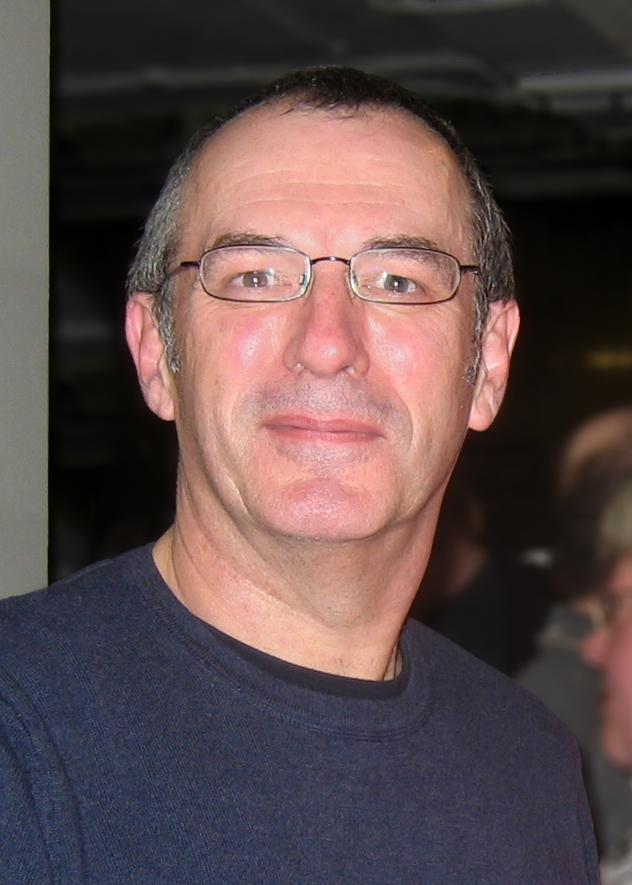
Como artista, Dave Gibbons foi responsável por duas obras vencedoras da categoria: Watchmen, escrita por Moore e vencedora em 1988; e The Originals, escrita pelo próprio Gibbons e e vencedora em 2005.

| 1992 | To the Heart of the Storm                    | Will Eisner                  | Will Eisner                  | Kitchen Sink                | - Abraham Stone, por Joe Kubert (Platinum/Malibu) - Batman: Judgement on Gotham, por Alan Grant, John Wagner e Simon Bisley (DC) - The Yattering and Jack, por Clive Barker, Steve Niles e John Bolton (Eclipse) | [ 9 ]         |
| 1993 | Signal to Noise                              | Neil Gaiman                  | Dave McKean                  | VG Graphics/Dark Horse      | - Bloodlines: A Tale from the Heart of Africa, por Cindy Goff, Rafael Nieves e Seitu Hayden (Epic) - Fairy Tales of Oscar Wilde, vol. 1, ilustrado por P. Craig Russell (NBM) - The Mythology of an Abandoned City, por Jon J. Muth (Tundra) - Sinking, por James Hudnall e Robert P. Ortaleza (Epic) - Skin, por Peter Milligan e Brendan McCarthy (Tundra)                                                               | [ 10 ]        |
| 1994 | A Small Killing                              | Alan Moore                   | Oscar Zárate                 | VG Graphics/Dark Horse      | - Billie Holiday, por Jose Munoz e Carlos Sampaya (Fantagraphics) - The Upturned Stone, por Scott Hampton (Kitchen Sink) | [ 11 ]        |
| 1995 | Fairy Tales of Oscar Wilde, Vol. 2           | P. Craig Russell (adaptação) | P. Craig Russell (adaptação) | NBM                         | - Ballad of Doctor Richardson, por Paul Pope (Horse Press) - Introducing Kafka, por D. Z. Mairowitz e Robert Crumb (Kitchen Sink) - Jar of Fools Part I, por Jason Lutes (Penny Dreadful) - Our Cancer Year, por Harvey Pekar, Joyce Brabner e Frank Stack (Four Walls, Eight Windows) - Paul Auster's City of Glass, por Paul Karasik e David Mazzucchelli (Avon/NeonLit)                                                 | [ 12 ]        |
| 1996 | Stuck Rubber Baby                            | Howard Cruse                 | Howard Cruse                 | Paradox Press               | - Adolf: A Tale of the Twentieth Century, por Osamu Tezuka (Cadence Books) - Dropsie Avenue: The Neighborhood, por Will Eisner (Kitchen Sink) - Fairy Tales of the Brothers Grimm, adaptado por Doug Wheeler e David Wenzel (NBM) - Jar of Fools, Part 2, por Jason Lutes (Black Eye Productions) | [ 13 ]        |
| 1997 | Fax from Sarajevo                            | Joe Kubert                   | Joe Kubert                   | Dark Horse Books            | - Adolf, por Osamu Tezuka (Cadence Books) - Batman and Captain America, por John Byrne (DC/Marvel) - Castle Waiting: The Curse of Brambly Hedge, por Linda Medley (OLIO) - Marilyn: The Story of a Woman, por Kathryn Hyatt (Seven Stories Press) | [ 14 ]        |
| 1998 | Batman & Superman Adventures: World's Finest | Paul Dini                    | Joe Staton Terry Beatty      | DC Comics                   | - The Borden Tragedy, por Rick Geary (NBM) - A History of Violence, por John Wagner e Vince Locke (Paradox Press) - A Jew in Communist Prague, vols. 1 and 2, por Vittorio Giardino (NBM) - Scary Godmother, por Jill Thompson (Sirius) - The Wizards Tale, por Kurt Busiek e Dave Wenzel (Jukebox Productions/ Homage) | [ 15 ]        |
| 1999 | Superman: Peace on Earth                     | Paul Dini                    | Alex Ross                    | DC Comics                   | - The Amazing "True" Story of a Teenage Single Mom, por Katherine Arnoldi (Hyperion) - Family Matter, por Will Eisner (Kitchen Sink) - My War with Brian, por Ted Rall (NBM) - You Are Here, por Kyle Baker (DC/Vertigo) | [ 16 ]        |
| 2000 | Acme Novelty Library #13                     | Chris Ware                   | Chris Ware                   | Fantagraphics               | - After the Rain, por Andre Juillard (NBM) - Ethel & Ernest, por Raymond Briggs (Knopf) - Good-bye, Chunky Rice, por Craig Thompson (Top Shelf) - The Jew of New York, por Ben Katchor (Pantheon) - Lost Girl, por Nabiel Kanan (NBM) | [ 17 ]        |
| 2001 | Safe Area Gorazde                            | Joe Sacco                    | Joe Sacco                    |                             | - From Cloud 99--Memories, Part I, por Yslaire (Humanoids) - Last Lonely Saturday, por Jordan Crane (Red Ink) - Louis: Red Letter Day, por Metaphrog (Metaphrog) - Pedro and Me, por Judd Winick (Henry Holt) | [ 18 ]        |
| 2002 | The Name of the Game                         | Will Eisner                  | Will Eisner                  | DC Comics                   | - The Book of Leviathan, por Peter Blegvad (Overlook Press) - Fallout, por Jim Ottaviani, Janine Johnston, Steve Lieber, Vince Locke, Bernie Mireault e Jeff Parker (GT Labs) - The Golem's Mighty Swing, por James Sturm (Drawn & Quarterly) - Hey, Wait..., por Jason (Fantagraphics) - Mail Order Bride, por Mark Kalesniko (Fantagraphics) - Pictures That [Tick], por Dave McKean (Hourglass/Allen Spiegel Fine Arts) | [ 19 ]        |
| 2003 | One! Hundred! Demons!                        | Lynda Barry                  | Lynda Barry                  | Sasquatch Books             | - Epileptic, vol. 1, por David B. (L'Association) - Garlands of Moonlight, por Jai Sen and Rizky Wasisto Edi (Shoto Press) - Pulpatoon Pilgrimage, por Joel Priddy (AdHouse Books) - The Yellow Jar, por Patrick Atangan (NBM) | [ 20 ]        |
| 2004 | Blankets                                     | Craig Thompson               | Craig Thompson               | Top Shelf                   | - Blacksad, por Juan Diaz Canales e Juanjo Guarnido (ibooks) - The Fixer: A Story from Sarajevo, por Joe Sacco (Drawn & Quarterly) - Persepolis, por Marjane Satrapi (Pantheon) - Yossel, April 19, 1943, por Joe Kubert (ibooks) | [ 21 ]        |
| 2005 | The Originals                                | Dave Gibbons                 | Dave Gibbons                 | Vertigo/DC Comics           | - Blacksad Book 2: Arctic Nation, por Juan Diaz Canales e Juanjo Guarnido (iBooks) - It's a Bird..., por Steven T. Seagle e Teddy Kristiansen (Vertigo/DC) - Suspended in Language, por Jim Ottaviani e Leland Purvis (GT Labs) - Tommysaurus Rex, por Doug TenNapel (Image) | [ 22 ]        |
| 2006 | Top Ten: The Forty-Niners                    | Alan Moore                   | Gene Ha                      | ABC - America's Best Comics | - Acme Novelty Library #16, por Chris Ware (ACME Novelty) - The Rabbi's Cat, por Joann Sfar (Pantheon) - Tricked, por Alex Robinson (Top Shelf) - Wilmbledon Green, por Seth (Drawn & Quarterly) | [ 23 ]        |
| 2007 | American Born Chinese                        | Gene Luen Yang               | Gene Luen Yang               | First Second                | - Billy Hazelnuts, por Tony Millionaire (Fantagraphics) - Fun Home, por Alison Bechdel (Houghton Mifflin) - Ninja, por Brian Chippendale (Gingko Press) - Scrublands, por Joe Daly (Fantagraphics) - The Ticking, por Reneé French (Top Shelf) | [ 24 ]        |
| 2008 | Exit Wounds                                  | Rutu Modan                   | Rutu Modan                   | Drawn & Quarterly           | - The Arrival, por Shaun Tan (Arthur A. Levine/Scholastic) - Bookhunter, por Jason Shiga (Sparkplug Books) - Essex County, vols. 1-2: Tales from the Farm/Ghost Stories, por Jeff Lemire (Top Shelf) - Percy Gloom, por Cathy Malkasian (Fantagraphics) | [ 25 ]        |
| 2009 | Swallow Me Whole                             | Nate Powell                  | Nate Powell                  | Top Shelf                   | - Alan's War, por Emmanuel Guibert (First Second) - Paul Goes Fishing, por Michel Rabagliati (Drawn & Quarterly) - Skim, por Mariko Tamaki e Jillian Tamaki (Groundwood Books) - Three Shadows, por Cyril Pedrosa (First Second) | [ 26 ]        |
| 2010 | Asterios Polyp                               | David Mazzucchelli           | David Mazzucchelli           | Pantheon                    | - A Distant Neighborhood, por Jiro Taniguchi (Fanfare/Ponent Mon) - The Book of Genesis Illustrated, por Robert Crumb (Norton) - My mommy is in America and she met Buffalo Bill, por Jean Regnaud e Émile Bravo (Fanfare/Ponent Mon) - The Photographer, por Emmanuel Guibert, Didier Lefèvre e Frédéric Lemerier (First Second) - Richard Stark's Parker: The Hunter, adaptado por Darwyn Cooke (IDW)                    | [ 27 ]        |
| 2011 | Return of the Dapper Men                     | Jim McCann                   | Janet Lee                    | Archaia                     | - Elmer, por Gerry Alanguilan (SLG) - Finding Frank and His Friend: Previously Unpublished Work by Clarence 'Otis' Dooley, por Melvin Goodge (Curio & Co.) - Market Day, por James Sturm (Drawn & Quarterly) | [ 28 ]        |
| 2011 | (empate)                                     |                              |                              |                             | - Elmer, por Gerry Alanguilan (SLG) - Finding Frank and His Friend: Previously Unpublished Work by Clarence 'Otis' Dooley, por Melvin Goodge (Curio & Co.) - Market Day, por James Sturm (Drawn & Quarterly) | [ 28 ]        |
| 2011 | Wilson                                       | Daniel Clowes                | Daniel Clowes                | Drawn & Quarterly           | - Elmer, por Gerry Alanguilan (SLG) - Finding Frank and His Friend: Previously Unpublished Work by Clarence 'Otis' Dooley, por Melvin Goodge (Curio & Co.) - Market Day, por James Sturm (Drawn & Quarterly) | [ 28 ]        |
| 2012 | Jim Henson's Tale of Sand                    | Ramón K. Pérez (adaptação)   | Ramón K. Pérez (adaptação)   | Archaia                     | - Bubbles & Gondola, por Renaud Dillies (NBM) - Freeway, por Mark Kalesniko (Fantagraphics) - Habibi, por Craig Thompson (Pantheon) - Ivy, por Sarah Olekysk (Oni) - One Soul, por Ray Fawkes (Oni) | [ 29 ]        |
| 2013 | Building Stories                             | Chris Ware                   | Chris Ware                   | Pantheon                    | - Goliath, por Tom Gauld (Drawn & Quarterly) - The Hive, por Charles Burns (Pantheon) - Unterzakhn, por Leela Corman (Schocken) - You’ll Never Know, Book 3: A Soldier’s Heart, por C. Tyler (Fantagraphics) | [ 30 ]        |
| 2014 | The Property                                 | Rutu Modan                   | Rutu Modan                   | Drawn & Quarterly           | - Bluffton: My Summers with Buster, por Matt Phelan (Candlewick) - The Encyclopedia of Early Earth, por Isabel Greenberg (Little, Brown) - Good Dog, por Graham Chaffee (Fantagraphics) - Homesick, por Jason Walz (Tinto Press) - War Brothers, por Sharon McKay e Daniel LaFrance (Annick Press) | [ 31 ]        |
| 2015 | This One Summer                              | Mariko Tamaki                | Jillian Tamaki               | First Second                | - The Gigantic Beard That Was Evil, por Stephen Collins (Picador) - Here, por Richard McGuire (Pantheon) - Kill My Mother, por Jules Feiffer (Liveright) - The Motherless Oven, por Rob Davis (SelfMadeHero) - Seconds, por Bryan Lee O’Malley (Ballantine Books) | [ 32 ]        |
| 2016 | Ruins                                        | Peter Kuper                  | Peter Kuper                  | SelfMadeHero                | - Long Walk to Valhalla, por Adam Smith e Matthew Fox (BOOM!/Archaia - Nanjing: The Burning City, por Ethan Young (Dark Horse) - Sam Zabel and the Magic Pen, por Dylan Horrocks (Fantagraphics) - The Thrilling Adventures of Lovelace and Babbage, por Sydney Padua (Pantheon) | [ 33 ]        |
| 2017 | Wonder Woman: The True Amazon                | Jill Thompson                | Jill Thompson                | DC Comics                   | - The Art of Charlie Chan Hock Chye, por Sonny Liew (Pantheon) - Black Dog: The Dreams of Paul Nash, por Dave McKean (Dark Horse) - Exits, por Daryl Seitchik (Koyama) - Mooncop, por Tom Gauld (Drawn & Quarterly) - Patience, por Daniel Clowes (Fantagraphics) | [ 34 ]        |
| 2018 | My Favorite Thing Is Monsters                | Emil Ferris                  | Emil Ferris                  | Fantagraphics               | - Crawl Space, por Jesse Jacobs (Koyama Press) - Eartha, por Cathy Malkasian (Fantagraphics) - Stages of Rot, por Linnea Sterte (Peow) - The Story of Jezebel, por Elijah Brubaker (Uncivilized Books) | [ 35 ] [ 36 ] |
| 2019 | My Heroes Have Always Been Junkies           | Ed Brubaker                  | Sean Phillips                | Image                       | - Bad Girls, por Alex de Campi e Victor Santos (Gallery 13) - Come Again, por Nate Powell (Top Shelf/IDW) - Green Lantern: Earth One Vol. 1, por Corinna Bechko e Gabriel Hardman (DC) - Homunculus, por Joe Sparrow (ShortBox) - Sabrina, por Nick Drnaso (Drawn & Quarterly) | [ 37 ] [ 38 ] |
| 2020 | Are You Listening?                           | Tillie Walden                | Tillie Walden                | First Second/Macmillan      | - Bezimena, por Nina Bunjevac (Fantagraphics) - BTTM FDRS, por Ezra Claytan Daniels e Ben Passmore (Fantagraphics) - Life on the Moon, por Robert Grossman (Yoe Books/IDW) - New World, por David Jesus Vignolli (Archaia/BOOM!) - Reincarnation Stories, por Kim Deitch (Fantagraphics) | [ 39 ]        |

## Obras vencedoras doBest Graphic Album: Reprintdesde 1991
| Ano  | Obra (s)                                        | Roteirista                                                      | Ilustrador                                                      | Editora                 | Indicados | Nota          |
| ---- | ----------------------------------------------- | --------------------------------------------------------------- | --------------------------------------------------------------- | ----------------------- | --- | ------------- |
| 1991 | Sandman: The Doll's House                       | Neil Gaiman                                                     |                                                                 | DC Comics               | Sem nomeações oficiais | [ 7 ]         |

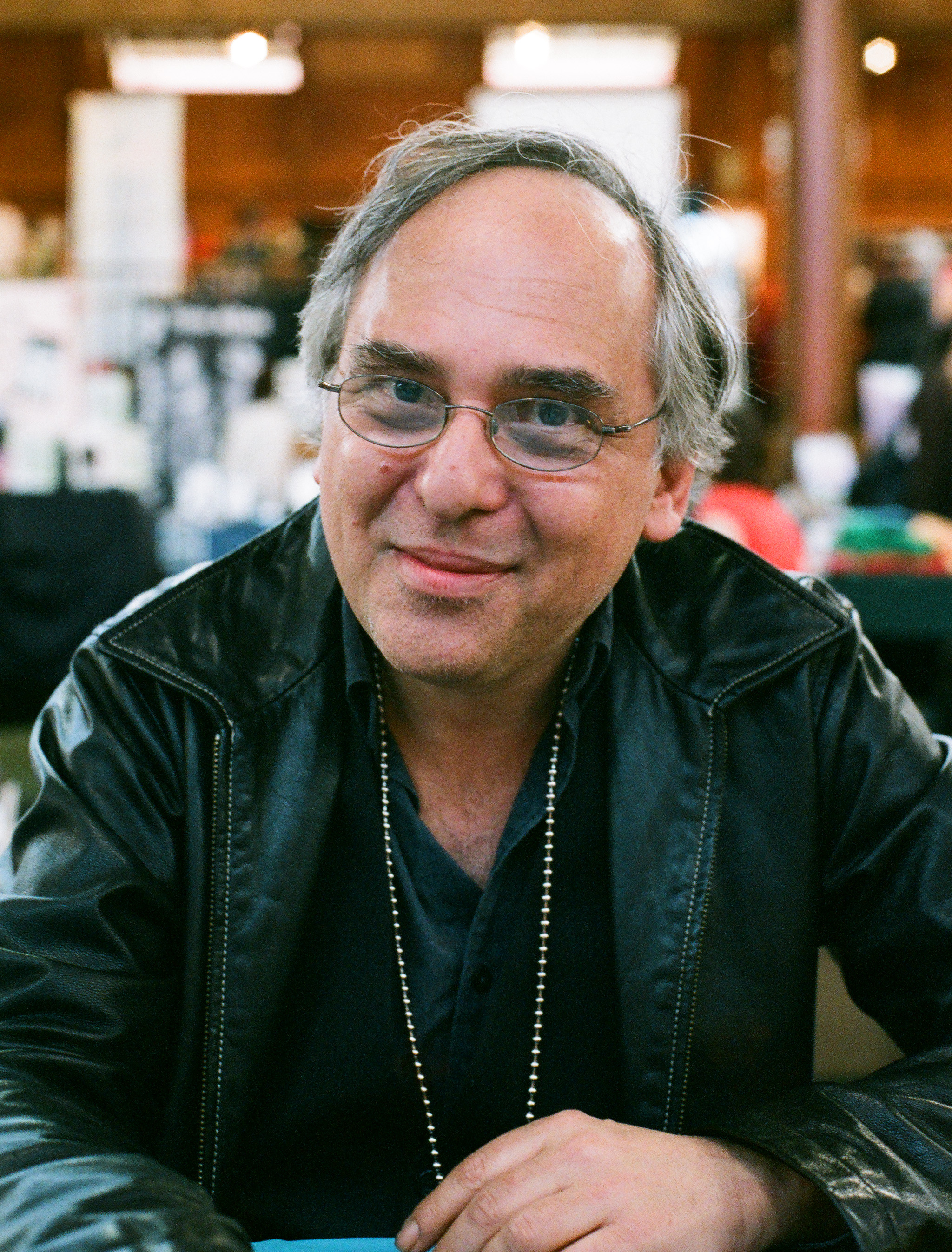
Art Spiegelman, autor de Maus, obra vencedora na categoria de melhor republicação em 1992.

| 1992 | Maus II                                         | Art Spiegelman                                                  | Art Spiegelman                                                  | Pantheon Books          | - Give Me Liberty, por Frank Miller e Dave Gibbons (Dark Horse) - Groo Chronicles, por Mark Evanier e Sergio Aragones (Graphitti) - Love and Rockets, Book 9: Flies On the Ceiling, por Jaime Hernandez e Gilbert Hernandez (Fantagraphics) - Sandman: Dream Country, por Neil Gaiman, Charles Vess, Colleen Doran, Kelly Jones e Malcolm Jones III (DC)                                                   | [ 9 ]         |
| 1993 | Sin City                                        | Frank Miller                                                    | Frank Miller                                                    | Dark Horse              | - Bratpack, por Rick Veitch (King Hell/Tundra) - Jaka's Story, por Dave Sim e Gerhard (Aardvark-Vanaheim) - Peep Show!, por Joe Matt (Kitchen Sink) - Sandman: Season of Mists, por Neil Gaiman e vários artistas (DC) | [ 10 ]        |
| 1994 | Cerebus: Flight (Mothers and Daughters, book 1) | Dave Sim e Gerhard                                              | Dave Sim e Gerhard                                              | Aardvark-Vanaheim       | - Best of Drawn & Quarterly, editado por Chris Oliveros, Marina Lesenko e Steve Salomos (Drawn & Quarterly) - Blood Club, por Charles Burns (Kitchen Sink) - Complete Bojeffries Saga, por Alan Moore e Steve Parkhouse (Kitchen Sink) - R. Crumb Draws the Blues, por Robert Crumb (Last Gasp) | [ 11 ]        |
| 1995 | Hellboy: Seeds of Destruction                   | Mike Mignola                                                    | Mike Mignola                                                    | Dark Horse              | - Andrew Vachss' Hard Looks Book I, editado por Jerry Prosser (Dark Horse) - The Collected Strangers in Paradise, por Terry Moore (Abstract Studio) - The Complete Concrete, por Paul Chadwick (Dark Horse) - Love and Rockets 12: Poison River, por Gilbert Hernandez (Fantagraphics) | [ 12 ]        |
| 1996 | The Tale of One Bad Rat                         | Bryan Talbot                                                    | Bryan Talbot                                                    | Dark Horse              | - Concrete: Killer Smile, por Paul Chadwick (Dark Horse) - Pussey!, por Dan Clowes (Fantagraphics) - Sandman Mystery Theatre: The Tarantula, por Matt Wagner e Guy Davis (DC/Vertigo) - 32 Stories, por Adrian Tomine (Drawn & Quarterly) | [ 13 ]        |
| 1997 | Stray Bullets: Innocence of Nihilism            | David Lapham                                                    | David Lapham                                                    | El Capitan              | - Daddy's Girl, por Debbie Drechsler (Fantagraphics) - It's a Good Life, If You Don't Weaken, por Seth (Drawn & Quarterly) - Kurt Busiek's Astro City: Life in the Big City, por Kurt Busiek e Brent Anderson (Jukebox Productions/Homage) - Mr. Monster: Origins, por Michael T. Gilbert (Graphitti Designs) - Sandman: The Wake, por Neil Gaiman, Michael Zulli, Jon J. Muth e Charles Vess (DC/Vertigo) | [ 14 ]        |
| 1998 | Sin City: That Yellow Bastard                   | Frank Miller                                                    | Frank Miller                                                    | Dark Horse              | - Age of Reptiles: The Hunt, por Ricardo Delgado (Dark Horse) - Ghost World, por Dan Clowes (Fantagraphics) - The System, por Peter Kuper (DC/Vertigo) - Terminal City, por Dean Motter e Michael Lark (DC/Vertigo) | [ 15 ]        |
| 1999 | Batman: The Long Halloween                      | Jeph Loeb                                                       | Tim Sale                                                        | DC Comics               | - Cages, por Dave McKean (Kitchen Sink) - Caricature, por Dan Clowes (Fantagraphics) - Hellboy: The Chained Coffin and Others, por Mike Mignola (Dark Horse) - Booze, Broads, and Bullets, por Frank Miller (Dark Horse) | [ 16 ]        |
| 2000 | From Hell                                       | Alan Moore                                                      | Eddie Campbell                                                  | Eddie Campbell Comics   | - Geisha, por Andi Watson (Oni) - Land of Nod Rockabye Book, por Jay Stephens (Dark Horse) - 300, por Frank Miller e Lynn Varley (Dark Horse) - Whiteout, por Greg Rucka e Steve Lieber (Oni) | [ 17 ]        |
| 2001 | Jimmy Corrigan                                  | Chris Ware                                                      | Chris Ware                                                      | Pantheon                | - Clan Apis, por Jay Hosler (Active Synapse) - The Collected Hutch Owen, vol, 1, por Tom Hart (Top Shelf) - Dear Julia, por Brian Biggs (Top Shelf) - Julius Knipl: The Beauty Supply District, por Ben Katchor (Pantheon) - Mirror, Window, por Jessica Abel (Fantagraphics) | [ 18 ]        |
| 2002 | Batman: Dark Victory                            | Jeph Loeb                                                       | Tim Sale                                                        | DC Comics               | - Berlin: City of Stones, por Jason Lutes (Drawn & Quarterly) - Box Office Poison, por Alex Robinson (Top Shelf) - Scatterbrain, editado por Phil Amara e Scott Allie (Dark Horse Maverick) - Stray Bullets: Other People, por David Lapham (El Capitan) | [ 19 ]        |
| 2003 | Batman: Black and White, vol. 2                 | vários autores, editado por Mark Chiarello e Nick J. Napolitano | vários autores, editado por Mark Chiarello e Nick J. Napolitano | DC Comics               | - After the Snooter, por Eddie Campbell (Eddie Campbell Books) - Beg the Question, por Bob Fingerman (Fantagraphics) - Bone vol. 8: Treasure Hunters, by Jeff Smith (Cartoon Books) - Boulevard of Broken Dreams, por Kim Deitch (Pantheon) - Fair Weather, por Joe Matt (Drawn & Quarterly) | [ 20 ]        |
| 2004 | Batman Adventures: Dangerous Dames and Demons   | Paul Dini                                                       | Bruce Timm                                                      | DC Comics               | - The Frank Book, por Jim Woodring (Fantagraphics) - Louis Riel: A Comic-Strip Biography, por Chester Brown (Drawn & Quarterly) - The P. Craig Russell Library of Opera Adaptations, vols. 1 e 2, por P. Craig Russell (NBM) - Palomar: The Heartbreak Soup Stories, por Gilbert Hernandez (Fantagraphics) - Quimby the Mouse, por Chris Ware (Fantagraphics)                                              | [ 21 ]        |
| 2005 | Bone One Volume Edition                         | Jeff Smith                                                      | Jeff Smith                                                      | Cartoon Books           | - Age of Bronze: Sacrifice, por Eric Shanower (Image) - The Book of Ballads, por Charles Vess (Tor) - Clyde Fans, por Seth (Drawn & Quarterly) - In the Shadow of No Towers, por Art Spiegelman (Pantheon) - Locas, por Jaime Hernandez (Fantagraphics) | [ 22 ]        |
| 2006 | Black Hole                                      | Charles Burns                                                   | Charles Burns                                                   | Pantheon                | - Acme Novelty Library Annual Report to Shareholders, por Chris Ware (Pantheon) - Feast of the Seven Fishes, por Robert Tinnell, Ed Piskor e Alex Saviuk (Allegheny Image Factory) - Ice Haven, por Dan Clowes (Pantheon) - War's End, por Joe Sacco (Drawn & Quarterly) | [ 23 ]        |
| 2007 | Absolute DC: The New Frontier                   | Darwyn Cooke                                                    | Darwyn Cooke                                                    | DC Comics               | - Castle Waiting, por Linda Medley (Fantagraphics) - Mom's Cancer, por Brian Fies (Abrams) - Shadowland, por Kim Deitch (Fantagraphics) - Truth Serum, por Jon Adams (City Cyclops) | [ 24 ]        |
| 2008 | Mouse Guard: Fall 1152                          | David Petersen                                                  | David Petersen                                                  | Archaia                 | - Agents of Atlas Hardcover, por Jeff Parker, Leonard Kirk e Kris Justice (Marvel) - Godland Celestial Edition, por Joe Casey e Tom Scioli (Image) - James Sturm's America: God, Gold, and Golems, por James Sturm (Drawn & Quarterly) - Super Spy, por Matt Kindt (Top Shelf) | [ 25 ]        |
| 2009 | Hellboy Library Edition, vols. 1 e 2            | Mike Mignola                                                    | Mike Mignola                                                    | Dark Horse              | - Berlin Book 2: City of Smoke, por Jason Lutes (Drawn & Quarterly) - Sam & Max Surfin' the Highway Anniversary Edition HC, por Steve Purcell (Telltale Games) - Skyscrapers of the Midwest, de Joshua W. Cotter (AdHouse) - The Umbrella Academy, Vol. 1: Apocalypse Suite (Deluxe Edition), por Gerard Way e Gabriel Bá (Dark Horse)                                                                     | [ 26 ]        |
| 2010 | Absolute Justice                                | Jim Krueger Alex Ross                                           | Ross e Doug Braithwaite                                         | DC Comics               | - A.D.: New Orleans After the Deluge, por Josh Neufeld (Pantheon) - Alec: The Years Have Pants, por Eddie Campbell (Top Shelf) - Essex County Collected, por Jeff Lemire (Top Shelf) - Map of My Heart: The Best of King-Cat Comics & Stories, 1996-2002, por John Porcellino (Drawn & Quarterly) | [ 27 ]        |
| 2011 | Wednesday Comics                                | vários autores, editado por Mark Chiarello                      | vários autores, editado por Mark Chiarello                      | DC Comics               | - The Amazing Screw-on Head and Other Curious Objects, por Mike Mignola (Dark Horse) - Beasts of Burden: Animal Rites, por Evan Dorkin e Jill Thompson (Dark Horse) - Motel Art Improvement Service, por Jason Little (Dark Horse) - The Simpsons/Futurama Crossover Crisis, por Ian Boothby, James Lloyd, e Steve Steere Jr. (Abrams Comicarts) - Tumor, por Joshua Hale Fialkov e Noel Tuazon (Archaia)  | [ 28 ]        |
| 2012 | Richard Stark's Parker: The Martini Edition     | Darwyn Cooke                                                    | Darwyn Cooke                                                    | IDW                     | - Big Questions, por Anders Nilsen (Drawn & Quarterly) - The Death Ray, por Dan Clowes (Drawn & Quarterly) - WE3: The Deluxe Edition, por Grant Morrison e Frank Quitely (Vertigo/DC) - Zahra's Paradise, por Amir e Khalil (First Second) | [ 29 ]        |
| 2013 | King City                                       | Brandon Graham                                                  | Brandon Graham                                                  | TokyoPop/Image Comics   | - Cruisin’ with the Hound, por Spain (Fantagraphics) - Ed the Happy Clown, por Chester Brown (Drawn & Quarterly) - Everything Together: Collected Stories, por Sammy Harkham (PictureBox) - Heads or Tails, por Lilli Carré (Fantagraphics) - Sailor Twain, or The Mermaid in the Hudson, por Mark Siegel (First Second)                                                                                   | [ 30 ]        |
| 2014 | RASL                                            | Jeff Smith                                                      | Jeff Smith                                                      | Cartoon Books           | - The Creep, de John Arcudi e Jonathan Case (Dark Horse) - Hand-Drying in America and Other Stories, de Ben Katchor (Pantheon) - Heck, de Zander Cannon (Top Shelf) - Julio's Day, de Gilbert Hernandez (Fantagraphics) - Solo: The Deluxe Edition, editado por Mark Chiarello (DC) | [ 31 ]        |
| 2015 | Through the Woods                               | Emily Carroll                                                   | Emily Carroll                                                   | McElderry Books         | - Dave Dorman's Wasted Lands Omnibus (Magnetic Press) - How to Be Happy, por Eleanor Davis (Fantagraphics) - Jim, por Jim Woodring (Fantagraphics) - Sock Monkey Treasury, por Tony Millionaire (Fantagraphics) | [ 32 ]        |
| 2016 | Nimona                                          | ND Stevenson                                                    | ND Stevenson                                                    | Harper Teen             | - Angry Youth Comics, por Johnny Ryan (Fantagraphics) - Roses in December: A Story of Love and Alzheimer's, por Tom Batiuk e Chuck Ayers (Kent State University Press) - The Less Than Epic Adventures of TJ and Amal Omnibus, por E. K. Weaver (Iron Circus Comics) - Soldier's Heart: The Campaign to Understand My WWII Veteran Father, por Carol Tyler (Fantagraphics)                                 | [ 33 ]        |
| 2017 | Demon                                           | Jason Shiga                                                     | Jason Shiga                                                     | First Second            | - Incomplete Works, por Dylan Horrocks (Alternative) - Last Look, por Charles Burns (Pantheon) - Meat Cake Bible, por Dame Darcy (Fantagraphics) - Megg and Mog in Amsterdam and Other Stories, de Simon Hanselmann (Fantagraphics) - She’s Not into Poetry, de Tom Hart (Alternative) | [ 34 ]        |
| 2018 | Boundless                                       | Jillian Tamaki                                                  | Jillian Tamaki                                                  | Drawn & Quarterly       | - Fantagraphics Studio Edition: Black Hole por Charles Burns, editado por Eric Reynolds (Fantagraphics) - Small Favors: The Definitive Girly Porno Collection por Colleen Coover (Oni/Limerence) - Sticks Angelica, Folk Hero por Michael DeForge (Drawn & Quarterly) - Unreal City por D. J. Bryant (Fantagraphics)                                                                                       | [ 35 ] [ 36 ] |
| 2019 | The Vision hardcover                            | Tom King                                                        | Gabriel Walta                                                   | Marvel                  | - Berlin, por Jason Lutes (Drawn & Quarterly) - Girl Town, por Carolyn Nowak (Top Shelf/IDW) - Upgrade Soul, por Ezra Claytan Daniels (Lion Forge) - Young Frances, por Hartley Lin (AdHouse Books) | [ 37 ] [ 38 ] |
| 2020 | LaGuardia                                       | Nnedi Okorafor                                                  | Tana Ford                                                       | Berger Books/Dark Horse | - Bad Weekend por Ed Brubaker e Sean Phillips (Image) - Clyde Fans, por Seth (Drawn & Quarterly) - Cover vol. 1, por Brian Michael Bendis e David Mack (DC/Jinxworld) - Glenn Ganges: The River at Night, por Kevin Huizenga (Drawn & Quarterly) - Rusty Brown, de Chris Ware (Pantheon) | [ 39 ]        |